# Kids.il
Kids.il is een Israëlische muziekgroep bestaande uit zes kinderen. Met hun nummer Let the music win vertegenwoordigden ze hun land op het Junior Eurovisiesongfestival van 2012 in Amsterdam. Ze behaalden hier de achtste plaats met 68 punten. Het was de eerste keer dat Israël meedeed aan het Junior Eurovisiesongfestival.
De formatie bestaat uit de meisjes Libi Panker (29 maart 1998), Adi Mesilati (31 juli 1998), Adel Korshov (20 november 2001) en Tali Sorokin (12 februari 2002), en de jongens Daniel Pruzansky (30 september 1999) en – sinds 2013 – Bar Zemach (17 juli 2000).
Eerder maakte Adi Bity (26 mei 2001) deel uit van de groep.